# Tyler Ritter
Tyler Ritter (Los Angeles, 31 gennaio 1985) è un attore statunitense.

## Biografia
Figlio dell'attore John Ritter e dell'attrice Nancy Morgan, cresce coltivando la passione per la recitazione tramandatagli dai genitori. Ha tre fratelli, Jason, Carly e Noah Lee. Nel 2007 dopo la laurea all'Università della Pennsylvania, va a lavorare per tre anni in Argentina come insegnante d'inglese e si sposa con la regista Lelia Parma. Tornato negli USA, a 25 anni inizia la sua carriera di attore.

## Carriera
Dopo aver recitato in ruoli da ospite in Modern Family e Grey's Anatomy, Ritter ottenne il suo primo ruolo da protagonista nella sitcom del 2014 The McCarthys, interpretando Ronny McCarthy, il figlio apertamente gay in una famiglia di sei persone. Ritter ha discusso in interviste della natura agridolce del suo casting, in relazione alla morte di suo padre.
Nel 2015, Ritter fu scelto per interpretare Luca, il fratello di Abby Sciuto, in NCIS, apparendo sia in un episodio di NCIS che in uno di NCIS: New Orleans.
Nel 2016, Ritter fu assegnato a due ruoli ricorrenti. Interpretò Adam nella quarta stagione della commedia Young and Hungry di Freeform, e il detective Billy Malone nella quinta stagione della serie Arrow della CW.
Nel 2020, fece un'apparizione da ospite nella serie originale Amazon Homecoming, diretta da Kyle Patrick Alvarez.

## Vita privata
Ritter si è sposato con la regista cinematografica argentina Lelia Parma nel 2007. Nel 2017 hanno accolto il loro primo figlio, un maschio di nome Benjamin Parma Ritter. Nel 2020 hanno accolto il loro secondo figlio, una figlia di nome Magnolia Parma Ritter.

## Filmografia

### Televisione
- Modern Family - serie TV (2013)
- Grey's Anatomy - serie TV (2014)
- Hot in Cleveland - sitcom (2015)
- Agents of S.H.I.E.L.D. - serie TV (2015)
- NCIS: New Orleans - serie TV (2016)
- NCIS - Unità anticrimine (NCIS) - serie TV (2016)
- Arrow - serie TV (2016)
- Painkiller - serie TV (2023)

## Doppiatori italiani
Nelle versioni in italiano delle opere in cui ha recitato, Tyler Ritter è stato doppiato da:
- Francesco Venditti in The McCarthys, NCIS: New Orleans, NCIS - Unità anticrimine
- Corrado Conforti in Grey's Anatomy
- Alessandro Campaiola in Chicago P.D.
- Raffaele Carpentieri in Arrow
- Alessio Puccio in Agents of S.H.I.E.L.D.
- Davide Perino in The Good Doctor
- Emiliano Coltorti in Painkiller